# Brown Valley
Das Brown Valley ist ein rechteckiges und vereistes Tal im westantarktischen Marie-Byrd-Land. Am nordöstlichen Ende der Ames Range liegt es zwischen Mount Kauffman und Mount Kosciusko.
Der United States Geological Survey kartierte das Tal anhand eigener Vermessungen und Luftaufnahmen der United States Navy aus den Jahren zwischen 1959 und 1965. Das Advisory Committee on Antarctic Names benannte es 1966 nach Thomas I. Brown, Meteorologe des United States Antarctic Research Program auf der Byrd-Station im Jahr 1963.